# Peter Fink (Politiker, 1923)
Peter Fink (* 24. Dezember 1923; † 11. Dezember 1989) war ein deutscher Kommunalpolitiker (SPD).

## Werdegang
Fink absolvierte ab 1938 eine Ausbildung bei der Kreuznacher Maschinenfabrik Seitz. Nach dem Zweiten Weltkrieg legte er 1947 die Meisterprüfung als Maschinenbauer ab. An der Berufspädagogischen Akademie in Solingen erwarb er über den zweiten Bildungsweg die Hochschulreife und studierte am Berufspädagogischen Institut der Universität Frankfurt. 1958 legte er das Examen ab. Von 1959 an unterrichtete er an der Berufsbildenden Schule Gewerbe und Hauswirtschaft/Sozialpflege Bad Kreuznach und wurde 1965 zum Oberstudienrat ernannt. 1952 war er Gründer der Berufsfachschule Metall.
1956 wurde er erstmals in den Kreistag von Bad Kreuznach gewählt. Von 1963 bis 1977 war er Vorsitzender des SPD-Stadtverbands. In Nachfolge von Gerhard Muhs wurde er 1967 zum Oberbürgermeister von Bad Kreuznach gewählt und blieb bis 1985 im Amt.

## Ehrungen
- 1978: Verdienstkreuz am Bande der Bundesrepublik Deutschland[1]
- Benennung der Peter-Fink-Straße in Bad Kreuznach